# Дзижчальця
Дзижчальця (лат. halteres) — парні придатки грудних сегментів двокрилих і самців віялокрилих комах, колбоподібної або булавоподібної форми, іноді прикриті особливою лусочкою. Являють собою видозмінені задні або передні крила. Дзижчальця розташовуються на задньогрудях, у віялокрилих — на середньогрудях. При польоті комахи дзижчальця вібрують в протифазі крил.
Їх основа і головка забезпечені великою кількістю сенсилл, число яких особливо велике у добре літаючих комах. 
Дзижчальця призначені для реєстрації обертання тіла комахи в процесі польоту. З точки зору механіки вони являють собою різновид  вібраційного гіроскопа. Площини, в яких вібрують два дзижчальця, взаємоперпендикулярних один одному і складають кут близько 45° с віссю комахи. При обертанні комахи в польоті на вібруючі дзижчальця діє сила Коріоліса, яку реєструють сенсилли, таким чином надаючи інформацію про орієнтацію тіла комахи в просторі.
При втраті дзижчалець комахи втрачають здатність до польоту і утримання рівноваги.
Характерний звук мухи або комара виникає завдяки вібруючим дзижчальцям .
|                                                              |                                            |
| Добре помітні дзижчальця позаду пари крил у комара-довгонога | Дзижчальця перед парою крил у віялокрилого |